# Servië in de Tweede Wereldoorlog

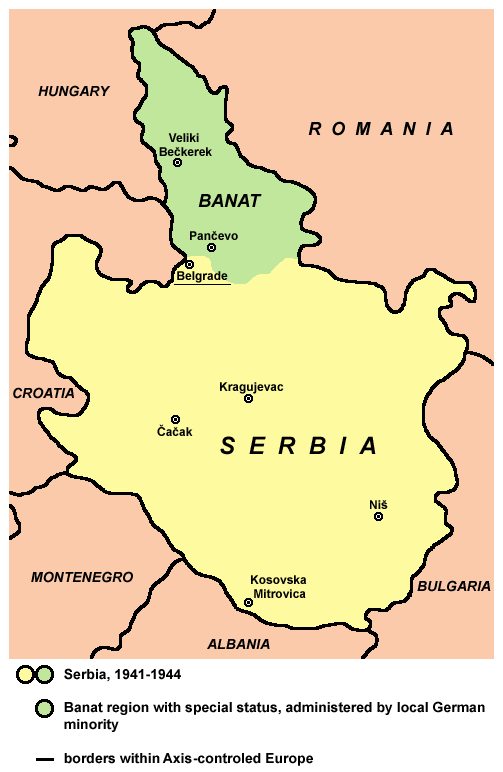

Enkele maanden na de bezetting en verdeling van Joegoslavië door de asmogendheden in de Tweede Wereldoorlog werd Servië een militaire administratie van nazi-Duitsland in 1941 (tot 1943 met hulp van Italië). Tijdens deze bezetting werd er in Belgrado een marionettenregering aangesteld onder leiding van generaal Milan Nedic. Het grondgebied omvatte het huidige Centraal-Servië, het noordelijke gedeelte van Kosovo en de regio Banat.

## De opdeling vanJoegoslaviëen de vorming van het Servië vanMilan Nedic
Nadat de Joegoslavische strijdkrachten hadden gecapituleerd voor de asmogendheden, werd het land onder de overwinnaars opgedeeld:
- Italië kreeg een deel van Slovenië, Dalmatië, Kosovo en de zeggenschap in Montenegro.
- Hongarije annexeerde de stad Subotica, de Banat en enkele kleine Kroatische grensplaatsen waar Hongaren woonden.
- Bulgarije nam Macedonië en delen van Zuid-Servië over (Dimitrovgrad)
- Nazi-Duitsland zelf annexeerde het centrale deel van Slovenië bij zijn Oostenrijkse provincie Kärnten.

Het gebied Centralna Srbija (Centraal-Servië) bleef echter onbezet: hier nam een Duitse militaire missie onder leiding van Franz Böhme de macht over. Zoals in veel bezette gebieden (bijvoorbeeld Vichy-Frankrijk) zochten de Duitsers fascisten die een marionettenregering op wilde zetten om de media en anti-partizanenacties te regelen binnen hun eigen "land". Ze vonden generaal Milan Nedić bereid een regering op te zetten.
Milan Nedić had echter bepaalde eisen voor het accepteren van zijn positie als Servische regeringsleider:
- De strijd tegen het Joegoslavische Volksleger onder Josip Tito was de zaak van Servië.
- Joegoslavische soldaten die ziek waren of ouder dan 55 jaar zouden door Duitsland worden teruggegeven.
- Servische mensen zouden via een vaste maanddienst brieven aan hun gevangen vrienden mogen schrijven.
- Duitsland moest maatregelen nemen tegen het beestachtig vermoorden van Serviërs door de Onafhankelijke Staat Kroatië (waar onder leiding van Ante Pavelic bijna 300.000 Serviërs werden vermoord).
- De nationale emblemen van Servië zouden gedragen mogen worden binnen Centralna Srbija.

Franz Böhme ging akkoord met deze voorwaarden en op 1 september 1941 werd de regering Nedić opgezet in Belgrado.

## Nedic's Servië 1941-1945
De eerste premier van het nieuwe Centralna Srbija, Milan Aćimović, begon zijn regering met het uitroeien van alle moslims, Kroaten en etnische minderheden in de meertalige regio Sanjak, als reactie op de moord op Serviërs en Bosnische christenen door het regime van Ante Pavelic in Kroatië. Hiermee verspeelde Milan Aćimović veel goede wil in Kroatië en de internationale wereld. De geallieerden gingen dan ook dezelfde politiek volgen als ze met de Onafhankelijke Staat Kroatië deden: er volgde geen erkenning. Een jaar later moest Milan Aćimović echter aftreden: de druk van de Duitsers werd sterker en de partizanen lieten zich steeds vaker gelden in het bergland van Servië. Milan Nedic werd de nieuwe Servische premier.
Een nieuw Duits/Italiaans offensief tegen het Joegoslavische Volksleger zag Servische Cetniks in de Duitse gelederen: de operatie leek succes te hebben. veel partizanen vluchtten naar Montenegro en het op de Kroaten veroverde eiland Vis. Toch keerden de partizanen altijd weer terug: eind 1943 lagen grote delen van Servië in hun handen. Nedic onderhield koele banden met de Kroatische staat - waar veel spanning mee was door de anti-Servische politiek van de Ustacha in Zagreb - en tevens een geheime briefwisseling met de Joegoslavische koning Peter, tegenover wie hij claimde te willen redden wat er te redden viel van Servië.
In 1944 vluchtte Nedic met het overgrote meerderheid van zijn ministers naar de Oostenrijkse stad Kitzbühel, waar hij na de oorlog door de Britten werd overgedragen aan het Joegoslavische regime onder Tito. Nedic pleegde op 4 februari 1946 zelfmoord in zijn cel in Belgrado, en met hem viel de republiek Centralna Srbija.

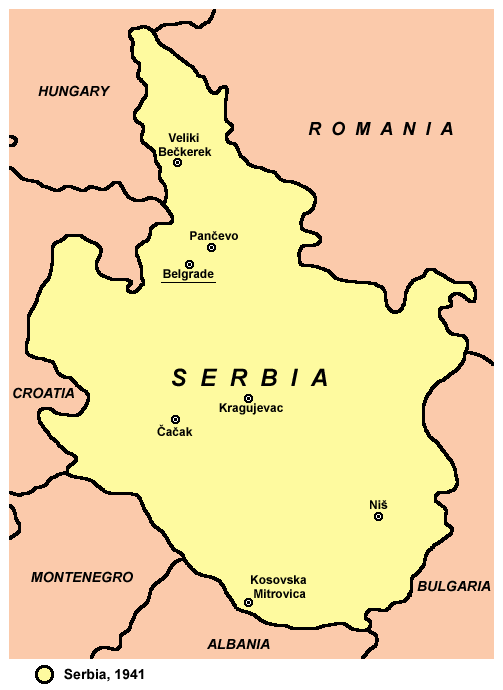
1941
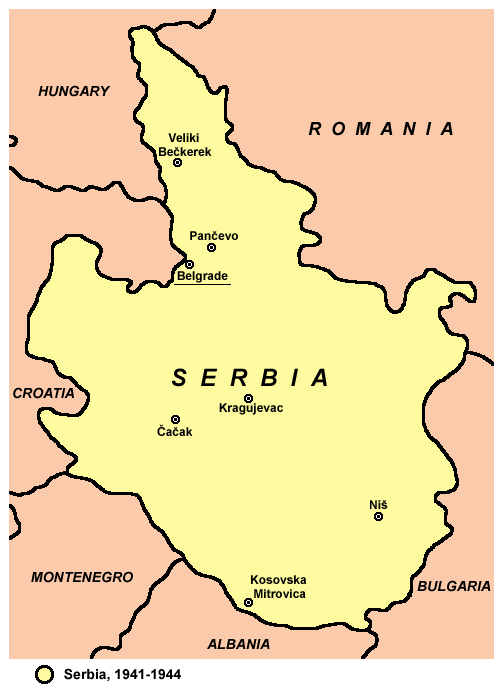
1941-1944

## De Servische militie onder Nedić
Nedić nam meteen na zijn aantreden enkele militaire maatregelen: er werd een Servische Waffen-SS opgezet waar Servische fascisten dienst konden nemen in de Wehrmacht. Tevens werd er een Nationale Servische Garde opgericht die de hoofdstad moest beschermen tegen partizanen, en regionale legertjes: de Cetniks.
Later, in 1943, werden deze groepen samengevoegd tot het Servische Vrijwilligerskorps (Srpski Dobrovoljački Korpus). Ondanks hevige gevechten met de Joegoslavische partizanen van Tito in onder andere Sanjak hadden deze eind 1943 reeds grote delen van Servië in handen. De Servische Waffen-SS werd in Rusland bijna tot op de laatste man opgeofferd bij Stalingrad.